# Naata Nungurrayi
Naata Nungurrayi (Kumil, Australia Occidental, 1932) es una artista aborigen australiana de la tribu Pintupi/luritja/Ngaatjarra.

## Biografía
Nacida en el bush, conoció una vida nómada cazadora-recolectora en el desierto de Gibson hasta los años 1960. Su grupo se unió entonces al centro de sedentarización Papunya.
Comenzó a pintar en los años 90. Su "Tjukurrpa" (repertorio de mitos) se ha usado en ceremonias que celebran el punto de agua sacra de "Marrapinta", al oeste de Kiwirkurra.
Varios miembros de su familia son también artistas; es hermana de Nancy Ross Nungurrayi y de George Tjungurrayi, y madre de Kenny Williams Tjampinjimpa y Tituan Ross.
Debido a sus lazos familiares, además de alcanzar una avanzada edad, se le concedió el permiso para pintar algunos de los sueños en los que representa lugares sagrados para las mujeres y sus ceremonias rituales.
En 2003  Australia Post International escogió una de las obras  de Naata para su sello, junto a la de otros cuatro artistas de Papunya.
Su fallecimiento ocurrió el 24 de septiembre de 2021.

## Colecciones
- National Gallery of Australia, Canberra.
- Australian National University, Canberra.
- The Holmes a Court Collection.
- Art Gallery of New South Wales, Sídney.
- National Gallery of Victoria, Melbourne.
- Museums & Art Galleries of the Northern Territory, Darwin.
- Australian Institute for Aboriginal and Torres Strait Islander Studies, Canberra.
- Artbank, Sídney.
- Aboriginal Art Museum, Utrecht, Países Bajos.
- Araluen Art Centre, Alice Springs.
- Griffith University Art Collection, Brisbane.
- Art Gallery of South Australia, Adelaida.
- Helen Read Collection.
- Harland Collection.
- Hank Ebes Collection, Melbourne.
- The Luczo Family Collection, Estados Unidos.
- University of Technolgoy Sydney Art Collection, Sídney.
- Harvard Art Museums, Cambridge, MA, Estados Unidos.
- Steve Martin & Anne Springfield Collections, Estados Unidos.
- Kluge-Ruhe Collection of the University of Virginia, Estados Unidos.
- University of the Sunshine Coast Collection, Sippy Downs, Queensland.
- Luciano Benetton Collection, Venecia.
- Pat Corrigan Collection, Sídney.
- Fondation Burkhardt-Felder Arts et Culture, Moitiers, Suiza.

## Premios y distinciones
- Finalista del Western Australian Art Award, 2008
- 25° del NATSIAA (Telstra National Aboriginal & Torres Strait Islander Art Awards), 2008.
- Finalista del TogArt Contemporary Art Award, 2007.
- 24° del NATSIAA (Telstra National Aboriginal & Torres Strait Islander Art Awards), 2007.
- 23° del NATSIAA (Telstra National Aboriginal & Torres Strait Islander Art Awards),2006.
- 22° del NATSIAA (Telstra National Aboriginal & Torres Strait Islander Art Awards),2005.
- Reconocida dentro del Top 50 Collectable Artists por la Australian Art Collector Magazine, 2004.
- Sello del Australia Post International, 2003.
- 20° del NATSIAA (Telstra National Aboriginal & Torres Strait Islander Art Awards), 2003.
- 19° del NATSIAA (Telstra National Aboriginal & Torres Strait Islander Art Awards) con reconocimiento especial, 2002.
- 18° del NATSIAA (Telstra National Aboriginal & Torres Strait Islander Art Awards),2001.
- 17° del NATSIAA (Telstra National Aboriginal & Torres Strait Islander Art Awards),2000.